# Augustinusbasilika

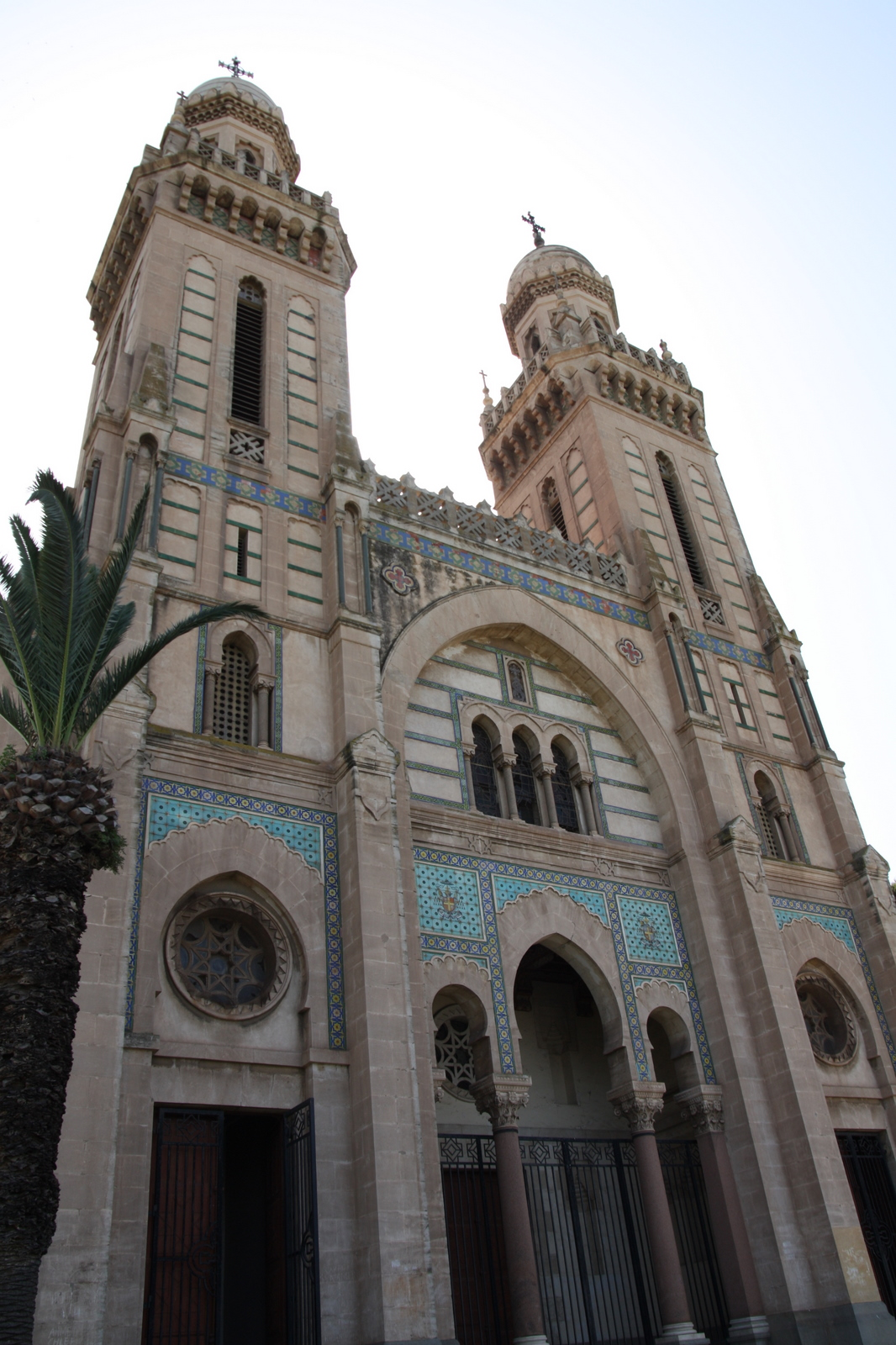
Augustinusbasilika

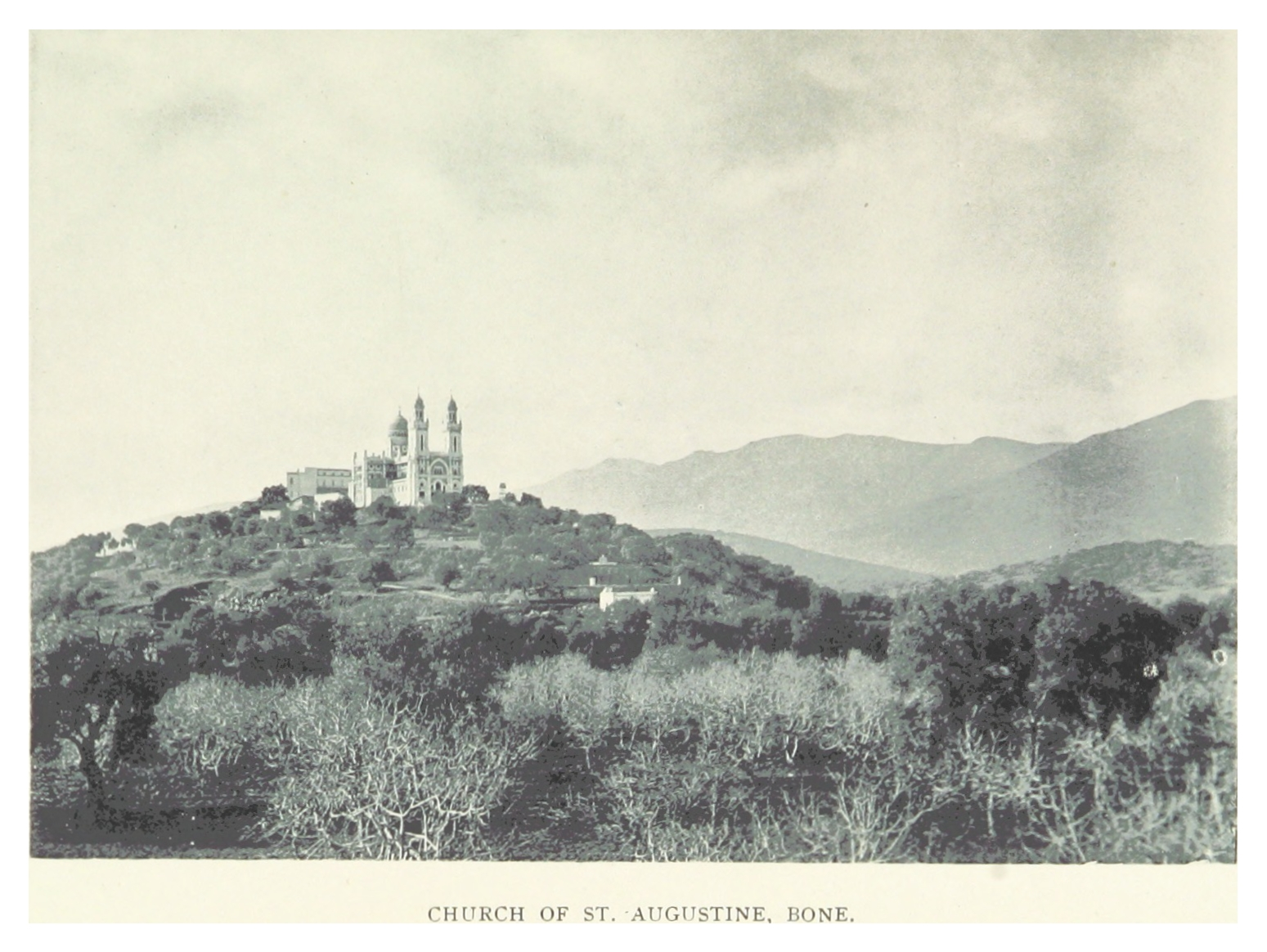
Basilika, 1895

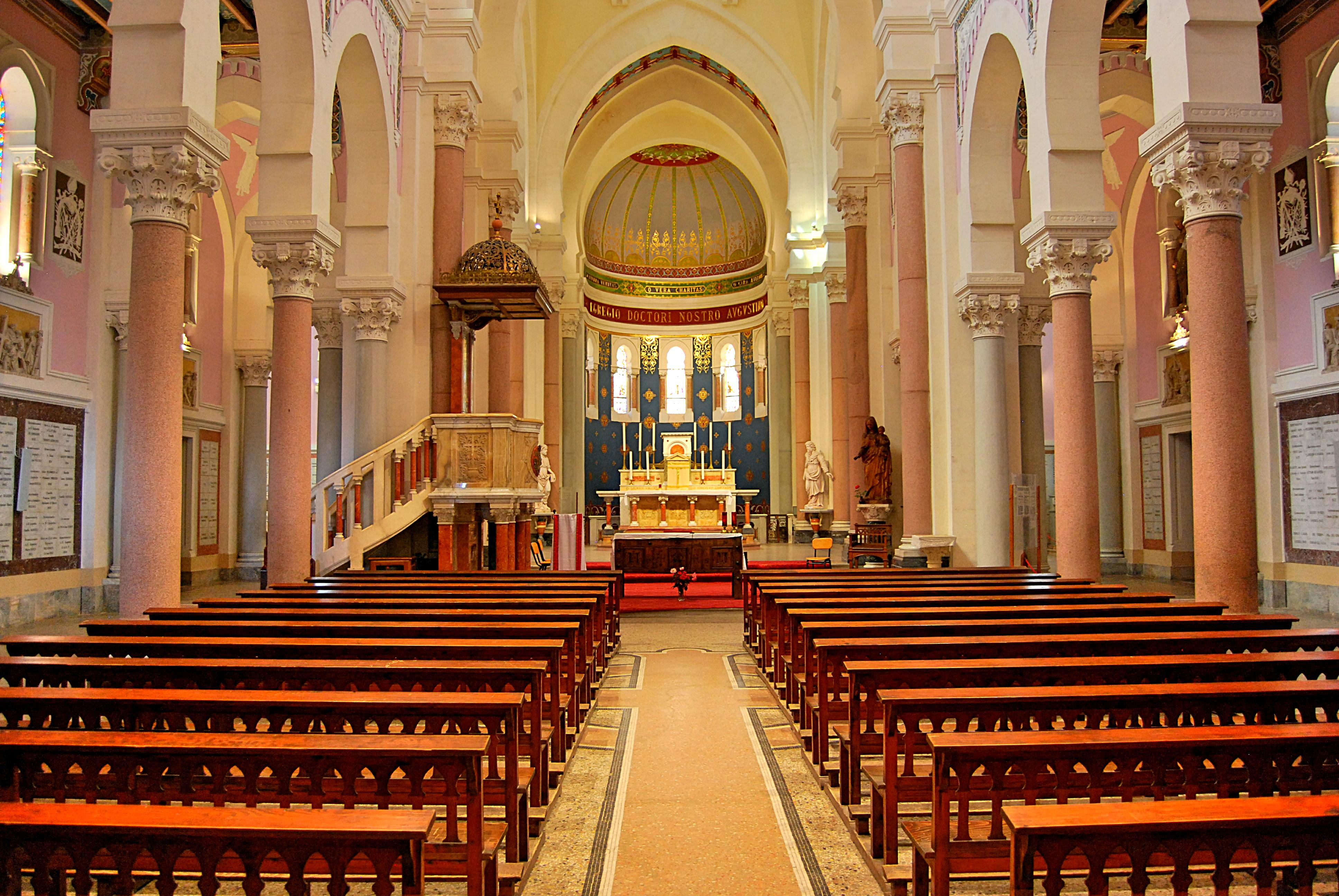
Innenraum der Basilika

Die Augustinusbasilika ist eine römisch-katholische Kirche mit dem Titel einer Basilica minor und ist Prokathedrale des Bistums Constantine-Hippone. Sie liegt im Süden der Stadt Annaba (früher bekannt als Hippo Regius, dann Bone bis 1962) in Algerien. Sie ist dem Kirchenlehrer und Heiligen Augustinus von Hippo gewidmet, der hier ein Kloster gründete und von 396 bis zu seinem Tod 430 Bischof von Hippo war. Augustinus starb in der Stadt, während sie von Vandalen belagert wurde, und liegt in San Pietro in Ciel d’Oro im norditalienischen Pavia begraben.

## Geschichte
Die Basilika liegt auf einem Hügel oberhalb der Bucht von Annaba in der Nähe der Überreste der Basilika Pacis, die von Augustin von Hippo gebaut wurde. Hier soll zuvor auch ein Ba’al-Tempel gestanden haben. Bischof Antoine Dupuch schlug im Jahr 1839 den Bau vor, der 1881 im französisch besetzten Algerien begann, den Grundstein legte Bischof Barthélémy Clément Combes. Am 29. März 1900 wurde die Kirche fertiggestellt und von Frédéric-Henri Oury, Erzbischof von Algier, und Jules-Étienne Gazaniol, Bischof von Constantine, geweiht. Die Kirche wurde am 24. April 1914 durch Papst Pius X. zur Basilica minor erhoben.
Nach dem Algerienkrieg und dem Abzug der Franzosen 1962 verfiel die Kirche zusehends. Im Jahr 2010 wurde sie für über 4,5 Millionen Euro restauriert, die von Algerien und Frankreich und durch eine persönliche Spende von Benedikt XVI. aufgebracht wurden. Dabei wurden das Dach, die Gewölbe, die hölzernen Decken und die Wände instand gesetzt. Die bemalten Fenster wurden nach den originalen französischen Vorlagen in der vor Ort verlegten Werkstatt des Vincent Peugnet restauriert. Die renovierte Basilika wurde am 19. Oktober 2013 neu geweiht. Die Basilika ist von Zeit zu Zeit für liturgische Feiern geöffnet und nur selten für die Öffentlichkeit zugänglich.

## Architektur
Der Architekt Joseph Pougnet (1829–1892) entwarf die Kirche in einem neomaurisch-byzantinischen Stil. Auf dem Grundriss eines lateinischen Kreuzes hat sie die Bauform einer Basilika mit einer Kuppel über einem Tambour als Vierungsturm. Die Kirchenschiffe haben hölzerne Kassettendecken und Obergaden. Die halbkreisförmige Apsis mit Apsiskalotte schließt den Bau ab. Sämtliche Bögen sind, an islamische Formen erinnernd, als gespitzte Hufeisenbögen gestaltet. Der Bogen zwischen Apsis und Vierung ist ein ungespitzer Hufeisenbogen. Über dem Eingangsbereich erhebt sich eine Zweiturmfassade, deren Glocken seit 1962 aber nicht mehr geläutet wurden. Das Gebäude wurde mit Steinen aus ganz Frankreich errichtet, der Innenraum mit Carrara-Marmor ausgestaltet. Die ornamentalen Wandmalereien lehnen sich an arabische Vorbilder an. Eine Besonderheit der Basilika sind die 140 bemalten Bleiglasfenster, die das Leben des Kirchenlehrers Augustinus zeigen.
Die liegende Statue des heiligen Augustinus in der Basilika zeigt als Reliquie eine eingelassene Elle. Diese wurde in Erwartung des Kirchbaus bereits 1842 aus Pavia nach Annaba gebracht.
Über den Apsisfenstern laufen zwei lateinische Schriftbänder. Das untere drückt die Widmung der Basilika an den „überragenden Lehrer Augustinus“ (EGREGIO DOCTORI NOSTRO AVGVSTINO) aus. Auf dem Schriftband darüber steht:
O AETERNA VERITAS – O VERA CHARITAS – O CARA AETERNITAS
„O ewige Wahrheit – o wahre Liebe – o liebe (teure) Ewigkeit“.
Es ist, leicht abgewandelt, eine Gottesprädikation Augustinus’ in seinen Confessiones.